# Maria Sibylla Merian Center for Advanced Latin American Studies
Das Maria Sibylla Merian Center for Advanced Latin American Studies (CALAS) ist ein deutsch-lateinamerikanisches Zentrum für Höhere Studien in Lateinamerika, mit Hauptstandort in Guadalajara und Regionalstandorten in Buenos Aires, Quito und San José de Costa Rica. Das CALAS fördert als internationaler Referenzpunkt für sozial- und geisteswissenschaftliche Forschung aus und über Lateinamerika den interdisziplinären und interregionalen Dialog.

## Teilnehmende Institutionen
Unter der Federführung des Centers for InterAmerican Studies (CIAS) der Universität Bielefeld und mit finanzieller Förderung des Bundesministeriums für Bildung und Forschung (BMBF) in Deutschland sowie dem Nationalen Rat für Wissenschaft und Technik (CONACyT) in Mexiko sind die Universität von Guadalajara, das Centro de Estudios Latinoamericanos (CELA) der Universität Kassel, die FLACSO-Ecuador, die Leibniz Universität Hannover, die Universität von Costa Rica, die Friedrich-Schiller-Universität Jena und die UNSAM in Buenos Aires am CALAS beteiligt. Über ein Gast-Professuren-Programm kooperiert das CALAS zudem mit der Universität von Havanna auf Kuba und dem Instituto de Estudos Avançados Transdisciplinares (IEAT) der Universidade Federal de Minas Gerais (UFMG) in Brasilien.
Diese internationale Verbundstruktur beschreibt Britta Pradberg (2020) in ihrer Geschichte der Institutes for Advanced Studies als eine neue vierte Generation solcher Forschungszentren im Kontext internationaler Kooperation, die sich von früher gegründeten IAS dahingehend unterscheidet, dass diese zwar stets international geforscht haben, jedoch stärker national verankert waren bzw. sind.

## Forschung
Inhaltlich fokussiert das CALAS das Themenfeld, wie gesellschaftliche Akteure multiple Krisen wahrnehmen und auf diese – u. a. mit neuen Lösungsansätzen – reagieren. Das CALAS stellt einen institutionellen Rahmen, innerhalb dessen langfristig gemeinsam mit Wissenschaftlern und Wissenschaftlerinnen aus Lateinamerika – sowie im Austausch mit den Merian Centern in anderen Weltregionen (ICAS:MP, MeciLA, MIASA, MECAM) – der Umgang mit Krisen in Bezug auf Gewalt und Konfliktlösungen, soziale Ungleichheit, Umweltveränderungen und regionale Identitäten auf dem Kontinent aus geistes- und sozialwissenschaftlicher Perspektive erforscht werden kann. Das Center for Advanced Studies stärkt neben dem intensiven Austausch zwischen Deutschland und der Region auch die Zusammenarbeit der Lateinamerikaforschung im deutschsprachigen Raum. Seit Projektbeginn am 1. März 2017 wurde zu diesem Zweck eine Infrastruktur aufgebaut und am Forschungsprogramm „Coping with Crises: Transdicipinary Perspectives from Latin America“ gearbeitet, was dem Center erlaubt, innerhalb der verschiedenen Formate mit internationalen Fellows die zentralen Fragestellungen des CALAS zu bearbeiten. Dazu schreibt es regelmäßig Forschungsstipendien für Einzel- und Tandemfellowships sowie wie Forschungsgruppen aus und veranstaltet Fachtagungen und Konferenzen an allen seinen Standorten.
Dem CALAS ist es nach eigenen Angaben wichtig, mit seinen Forschungsformaten den wissenschaftlichen Dialog auf verschiedenen Ebenen zu fördern: interregional (gerade zwischen Deutschland und Lateinamerika, aber auch innerhalb der verschiedenen Länder und Regionen Lateinamerikas), interdisziplinär, intergenerational und auch interkulturell in Hinblick auf den Dialog mit nicht-akademischen Wissensformen und Epistemologien.

## Publikationen

### ReiheAfrontar las crisis desde América Latina
Das CALAS gibt die Longessayreihe Afrontar las crisis desde América Latina in Zusammenarbeit mit einem internationalen Verlagsnetzwerk aus Universitätsverlagen in fünf Ländern (Mexiko, Deutschland, Argentinien, Costa Rica und Ecuador) heraus. Die Essayreihe erscheint im Printformat sowie digital im Open Access beim transcript Verlag / Bielefeld University Press, dem Universitätsverlag in Guadalajara, UNSAM Edita, dem Verlag der UCR und der FLACSO-Ecuador.
Bisher sind im Spanischen erschienen
1. José Manuel Valenzuela: Trazos de sangre y fuego. Bio-necropolítica y juvenicidio en América Latina. transcript Verlag, Bielefeld, 2018, ISBN 978-3-8376-4551-4.
2. Maristella Svampa: Las fronteras del neoextractivismo. Conflictos socioambientales, giro ecoterritorial y nuevas dependencias.  transcript Verlag, Bielefeld, 2018, ISBN 978-3-8376-4526-2.
3. Olaf Kaltmeier: Refeudalización. Desigualdad social, economía y cultura política en América Latina en el temprano siglo XXI.  transcript Verlag, Bielefeld, 2018, ISBN 978-3-8376-4524-8.
4. Claudia Zapata Silva: Crisis del multiculturalismo. Conflictividad social y respuestas críticas desde el pensamiento político indígena.  transcript Verlag, Bielefeld, 2019, ISBN 978-3-8376-4525-5.
5. Edgardo Lander: Crisis civilizatoria. Experiencias de los gobiernos progresistas y debates en la izquierda latinoamericana.  transcript Verlag, Bielefeld, 2019, ISBN 978-3-8376-4889-8.
6. Elvira Narvaja de Arnoux: La crisis política en la Argentina. Memoria discursiva y componente emocional en el debate sobre la Reforma Previsional.  transcript Verlag, Bielefeld, 2019, ISBN 978-3-8376-4890-4.
7. Sarah Corona Berkin: La producción horizontal del conocimiento.  transcript Verlag, Bielefeld, 2019, ISBN 978-3-8376-4974-1.
8. Claudia Briones: Conflictividades interculturales. Demandas indígenas como crisis fructíferas. transcript Verlag, Bielefeld, 2019, ISBN 978-3-8376-4892-8.
9. Néstor García Canclini: Ciudadanos reemplazados por algoritmos. transcript Verlag, Bielefeld, 2019, ISBN 978-3-8376-4891-1.

### Sammelbände
- Gerardo Gutiérrez Cham und Olaf Kaltmeier (Hrsg.): ¡Aquí los jóvenes! Frente a las crisis. Editorial Universidad de Guadalajara / CALAS, Guadalajara, 2019, ISBN 978-607-547-647-6.
- Christine Hatzky und David Díaz Arias (Hrsg.): Cuándo pasará el temblor? CIHAC / CALAS, San José de Costa Rica, 2019, ISBN 978-9968-919-48-7.

## Directory Board
- Olaf Kaltmeier[12], Universität Bielefeld (seit 2017)
- Sarah Corona Berkin[13], Universidad de Guadalajara (seit 2017)
- Hans-Jürgen Burchardt[14][15], Universität Kassel (seit 2017)
- Gerardo Cham[16], Universidad de Guadalajara (seit 2017)